# Gerhard Wolter Molanus
Pour les articles homonymes, voir Wolter.
Gerhard Wolter Molanus est un théologien luthérien allemand, abbé du monastère de Loccum, né à Hamelin en 1633, mort en 1722 à Hanovre.
Il enseigna les mathématiques, puis la théologie à Rinteln et obtint en 1677 l'abbaye de Lokkum avec la direction des églises protestantes du duché de Lunebourg et du Hanovre.
Il eut avec Bossuet, Leibniz, Paul Pellisson,   une correspondance dont le but était la réunion des communions catholique et protestante.

## Œuvres
Molanus écrivit, au sujet de cette fusion, quelques opuscules qui ont été imprimés dans les Œuvres de Bossuet publiées par le cardinal de Bausset.